# Klášter obutých karmelitánů (Praha)
Klášter obutých karmelitánů v Praze-Starém Městě je někdejší konvent řádu obutých karmelitánů při kostele svatého Havla v Praze 1-Starém Městě.

## Historie

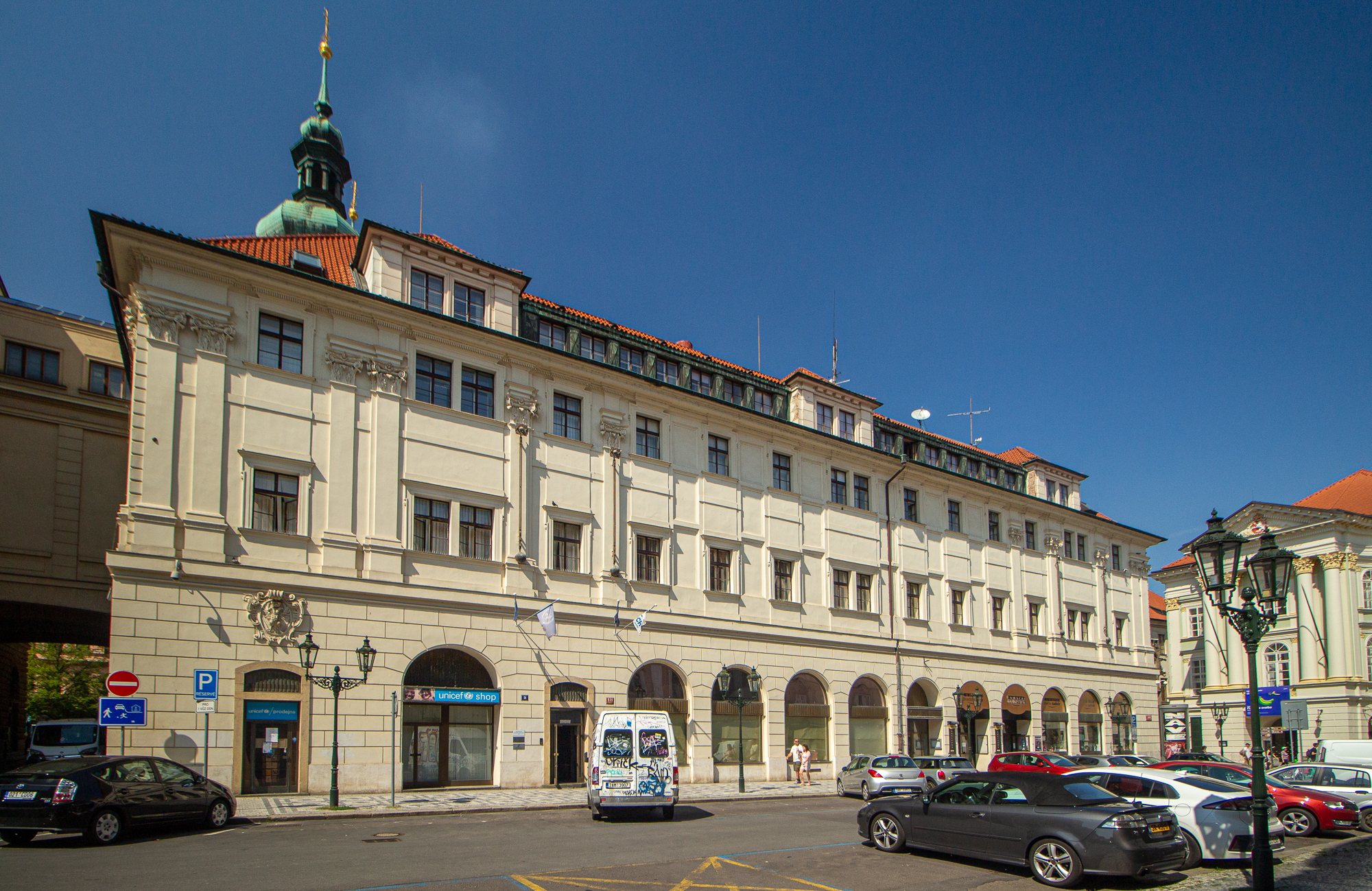
Celkový pohled na klášter

### Okolnosti vzniku

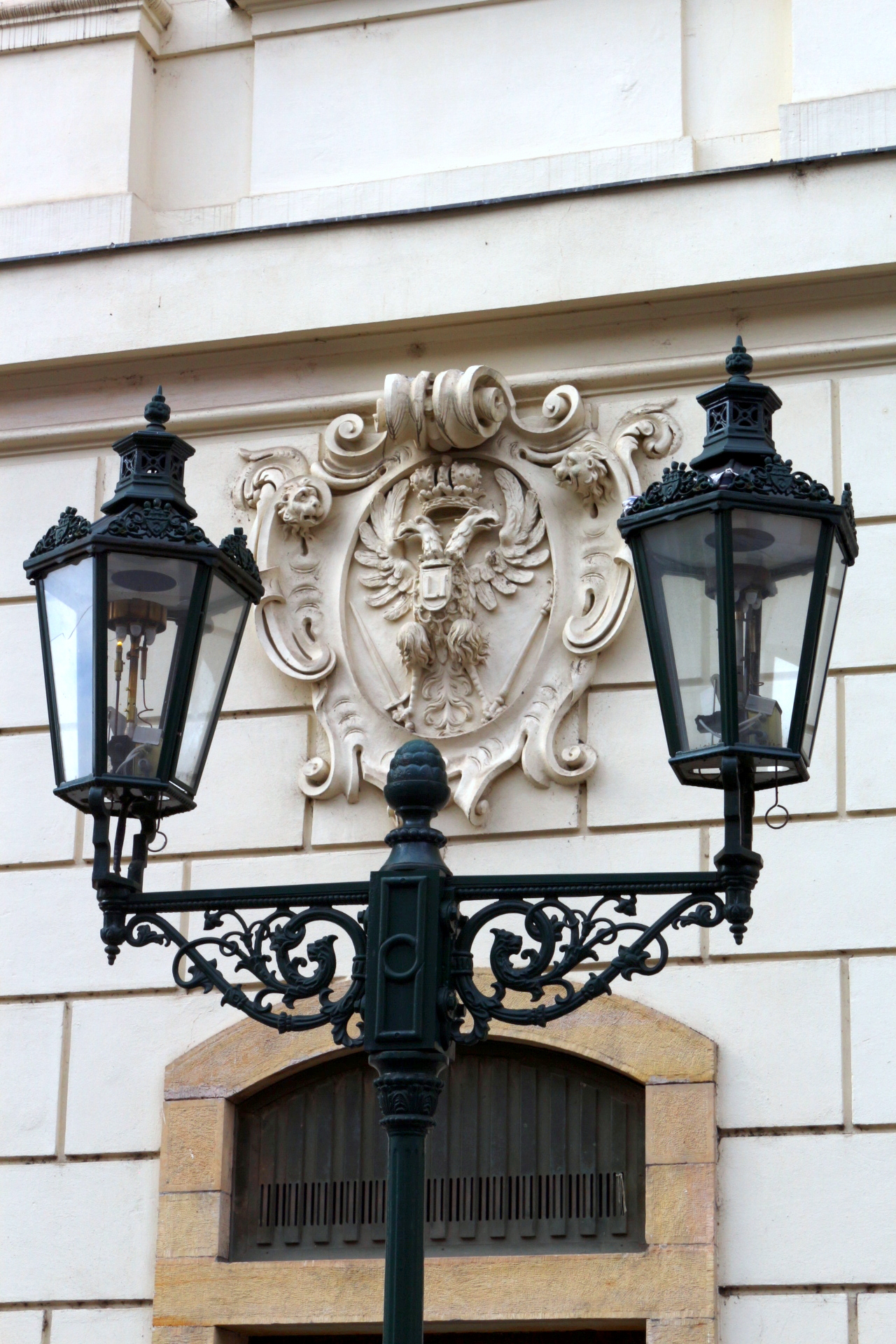
Detail kláštera se znakem císaře Leopolda I.

Při původně románském, v době panování Karla IV. goticky upraveném kostele sv. Havla existoval starší klášter magdalenitek, který v průběhu času zanikl.
Po roce 1627 získal kostel svatého Havla s farou a přilehlou školou od císaře Ferdinanda II. řád obutých karmelitánů. Kapacita objektů však nestačila k pokrytí potřeb řádu, proto se panovník zastoupený stavitelem Carlem Luragem snažil získat ještě další okolní nemovitosti. Toho bylo dosaženo až za panování císaře Leopolda I., roku 1664, kdy byly podepsány kupní smlouvy a karmelitáni zde následně vybudovali klášter rozšířením existujících budov v těsném sousedství kostela. Samotné výstavby se již Carlo Lurago neúčastnil, návrhem stavebního projektu byl pověřen Giovanni Domenico Orsi.
Základní kámen nové stavby byl položen v roce 1671 a posvěcen pražským arcibiskupem Matoušem Ferdinandem Sobkem z Bílenberka. Spolu s výstavbou kláštera proběhla později také přestavba samotného kostela, který získal barokní podobu podle Od roku 1704 se stavebních prací ujal Pavel Ignác Bayer, a zřejmě také stavitel Jan Blažej Santini-Aichel, jemuž je připisováno charakteristické průčelí kostela z dvacátých let 18. století. Stavba kláštera trvala poměrně dlouho, byla dokončena až v roce 1704.

### Zrušení kláštera
V roce 1786 byl klášter zrušen v rámci církevních reforem císaře Josefa II. a budovy byly převedeny do náboženského fondu. Později zde nich vznikly krámy a výrobna krajek. V letech 1849-1851 zde ve dvou místnostech sídlila nově založená První česká reálka. Velkých architektonických změn doznaly budovy ve 30. letech 20. století. V období reálného socialismu zde sídlil Ústav dějin Komunistické strany Československa. V 80. letech byl objekt přebudován pro potřeby sovětského kulturního střediska, se známou prodejnou Čajka.
Původní klášter připomínají již jen některé obvodové zdi a část domu při zadní části kostela sv. Havla a také několik dochovaných vstupních portálků z období vrcholného baroka. Sídlí zde divadlo v Rytířské a pobočka Dětského fondu Organizace spojených národů.